# Paranomus sceptrum-gustavianus
Paranomus sceptrum-gustavianus es una especie de plantas con flores descrita por primera vez por Anders Sparrman, y Hylander le dio el nombre exacto sceptrum-gustavianus. Pertenece al género Paranomus en la familia Proteaceae.
Es un arbusto de  1.8 m. Se encuentra en África. Hasta la fecha, no se ha incluido ninguna subespecie.